# The Feel Good Record of the Year
The Feel Good Record of the Year — девятый студийный альбом группы No Use for a Name, вышедший в 2008 году.

## Об альбоме
The Feel Good Record of the Year был записан в городе Форт Коллинс, Колорадо на студии звукозаписи Blasting Room продюсерами Биллом Стивенсоном и Джейсоном Ливермором (Descendents, Rise Against, Good Riddance, 7 Seconds) и выпущен 1 апреля 2008 г.

## Список композиций
1. «Biggest Lie» (2:11)
2. «I Want to Be Wrong» (2:44)
3. «Yours to Destroy» (3:25)
4. «Under the Garden» (3:01)
5. «Sleeping Between Trucks» (2:05)
6. «Domino» (3:02)
7. «The Feel Good Song of the Year» (3:09)
8. «The Trumpet Player» (3:09)
9. «Night of the Living Living» (2:28)
10. «Ontario» (1:55)
11. «Pacific Standard Time» (2:48)
12. «The Dregs of Sobriety» (2:44)
13. «Kill the Rich» (2:06)
14. «Take It Home» (2:42)

## Участники записи
- Тони Слай (Tony Sly) — вокал, гитара
- Крис Рест (Chris Rest) — гитара
- Мэт Ридл (Matt Riddle) — бас-гитара
- Рори Коф (Rory Koff) — ударные